# UsedSoft
usedSoft ist ein Gebrauchtsoftware-Handelsunternehmen mit Sitz in Zug (Schweiz), das den B2B-Markt für gebrauchte Computerprogramme begründet hat.

## Geschäftsmodell
usedSoft kauft und verkauft Standard-Computerprogramme, die vorher bereits bei anderen Anwendern im Einsatz waren. Da Software im Gegensatz zu anderen Produkten nicht verschleißt, ist die Qualität dieselbe wie bei neuwertiger Ware. Die Lizenzen werden auf dem Gebrauchtmarkt rund 30 Prozent unter Neupreis angeboten.
Zugleich kauft usedSoft bereits verwendete Software auf. Unternehmen können dadurch Software, die sie nicht mehr benötigen (aufgrund von Systemumstellungen, Arbeitsplatzabbau etc.), in liquide Mittel umwandeln.
usedSoft ist ausschließlich im B2B-Geschäft tätig und handelt hauptsächlich mit allen gängigen Computerprogrammen der Marken Microsoft und Corel.
Zu den Kunden zählen Großunternehmen, Mittelständler und Behörden, darunter s.Oliver, Segafredo, der Friedrichstadt-Palast Berlin, der Flughafen München, ein führender Verein der Fußball-Bundesliga oder das Bundessozialgericht.

## Geschichte
usedSoft wurde im Jahr 2003 von Peter Schneider und zwei Partnern, die später ausschieden, gegründet. Der operative Geschäftsbetrieb begann im Jahr 2004. Damaliger Sitz der HHS usedSoft GmbH war München. Nach anfänglicher Skepsis – entgegen der tatsächlichen Rechtslage herrschte im Markt lange Zeit der Glaube vor, dass Software nicht gebraucht gehandelt werden dürfe – erreichte das Unternehmen immer wieder zweistellige Zuwachsraten.
Dies führte jedoch zu wachsendem und erheblichem Widerstand der US-amerikanischen Software-Hersteller. Microsoft erstattete im Jahr 2006 sogar eine Strafanzeige, die aber wegen erwiesener Unschuld von der Generalstaatsanwaltschaft München eingestellt wurde. Oracle versuchte im Jahr 2005, den Gebrauchthandel mit einer Zivilklage zu unterbinden. Aber auch dieser Versuch scheiterte und mündete schließlich sogar in die EU-weite Liberalisierung des Software-Gebrauchthandels (s. u. Abschnitt „EuGH-Urteil“).

## Rechtsgrundlagen
Rechtliche Grundlage des Software-Gebrauchthandels ist der „Erschöpfungsgrundsatz“ im Urheberrecht. Dieser besagt, dass sich das Verbreitungsrecht eines Herstellers an seinem Produkt „erschöpft“, wenn er es zum ersten Mal in Verkehr gebracht hat. Der Käufer kann es also gebraucht weiterverkaufen. Dass der Erschöpfungsgrundsatz auch für Computerprogramme gilt, ist in § 69c Nr. 3 S. 2 des deutschen und in § 12, Abs. 2 des Schweizerischen Urheberrechtsgesetzes festgelegt. Auch die EU-Richtlinie 2009/24/EG erlaubt ausdrücklich den Handel von gebrauchten Computerprogrammen.
Strittig war bis zuletzt die Frage, ob Computerprogramme, die gebündelt in Verkehr gebracht wurden (sogenannte „Volumenlizenzen“), einzeln weiterverkauft werden können. Nachdem der Europäische Gerichtshof (EuGH) im Jahr 2012 den Software-Gebrauchthandel grundsätzlich für rechtmäßig erklärt hatte, entschied das Oberlandesgericht Frankfurt/M. im Dezember 2012 auf dieser Grundlage, dass auch das Aufspalten von Volumenlizenzen rechtmäßig ist (AZ 11 U 68/11, Absatz 77 ff.). Auch der Bundesgerichtshof teilte die Auffassung des EuGH in seinem Urteil vom 17. Juli 2013 (I ZR 129/08). Analog hatten bereits in den Jahren 2006 und 2008 die Landgerichte Hamburg (AZ 315 O 343/06) und München (AZ 30 O 8684/07) geurteilt. Auch ein Großteil der Rechtswissenschaft hatte stets diese Auffassung vertreten.

## EuGH-Urteil
Oracle und usedSoft führten seit 2005 einen Rechtsstreit über die Frage, ob usedSoft mit gebrauchten Oracle-Lizenzen handeln darf. Die Auseinandersetzung führte bis zum Bundesgerichtshof, der schließlich im Februar 2011 den Fall zur Entscheidung an den Europäischen Gerichtshof (EuGH) verwies.
Das Urteil des EuGH wurde am 3. Juli 2012 verkündet (AZ C-128/11). Der EuGH entschied in letzter Instanz, dass der Erschöpfungsgrundsatz bei jedem erstmaligen Verkauf einer Software gilt. Der Handel mit gebrauchten Computerprogrammen wurde damit für grundsätzlich rechtmäßig erklärt. Dies, so das Gericht, gilt auch dann, wenn es sich um online übertragene Software handelt. Der EuGH verfügte sogar, dass der Zweiterwerber bei online übertragenen Computerprogrammen die Software beim Hersteller erneut herunterladen darf: „Außerdem erstreckt sich die Erschöpfung des Verbreitungsrechts auf die Programmkopie in der vom Urheberrechtsinhaber verbesserten und aktualisierten Fassung“, so der EuGH.
Am 17. Juli 2013 schloss sich der Bundesgerichtshof mit seinem Urteil (I ZR 129/08) inhaltlich in vollem Umfang der Auffassung des EuGH an. Im Einzelnen entschied der BGH analog zum EuGH-Urteil, dass der Erschöpfungsgrundsatz bei jedem erstmaligen Verkauf einer Software gilt. Bei online übertragenen Lizenzen darf der Zweiterwerber die Software beim Hersteller erneut herunterladen und hat genauso Anspruch auf kostenlose Updates wie der Ersterwerber. Für den Weiterverkauf müssen gemäß BGH im Wesentlichen lediglich zwei Bedingungen gewährleistet sein: Die Software müsse beim Inverkehrbringen verkauft, also nicht verleast oder vermietet worden sein. Und es müsse sichergestellt werden, dass der Vorbesitzer einer Software diese vor Verkauf gelöscht habe.
Darauf aufbauend entschied der BGH Ende 2014 in einem Verfahren zwischen Adobe und usedSoft, dass über Volumenverträge erworbene Lizenzen auch einzeln weiterverkauft werden dürfen (Az. I ZR 8/13). In der folgenden Begründung stellte der für Wettbewerbsrecht zuständige 1. Zivilsenat des BGH fest: „Hat der Ersterwerber (…) eine Lizenz erworben, die die Nutzung mehrerer eigenständiger Kopien des Computerprogramms erlaubt (sogenannte Volumen-Lizenz), ist er dazu berechtigt, das Recht zur Nutzung des betreffenden Programms für eine von ihm bestimmte Zahl von Nutzern weiterzuverkaufen und für die verbleibende Zahl von Nutzern weiter zu nutzen. Bei den einzelnen Lizenzen handelt es sich um jeweils selbständige Nutzungsrechte, die eigenständig übertragen werden können.“ In der Folge wurde Adobe 2016 zur Zahlung von über 120.000 Euro plus Zinsen Schadenersatz an usedSoft verurteilt.

## Unternehmensstruktur
Der Gründer und frühere Geschäftsführer, Peter Schneider, verstarb im Juni 2022 nach schwerer Krankheit. Die Führung der Gruppe obliegt nun dem langjährigen Schneider-Vertrauten Michael Aufderheide (bisher COO/CFO). Geschäftsführer der usedSoft Deutschland GmbH, die für das gesamte Kundengeschäft in Europa zuständig ist, ist Johannes Jäger.
usedSoft vertreibt Gebraucht-Software innerhalb der gesamten EU und in der Schweiz. Schwerpunkte sind die DACH-Region, Frankreich, Italien und die Benelux-Staaten. Der Vertrieb erfolgt über eine international tätige Vertriebsorganisation. Hinzu kommt mit dem usedSoft-Onlineshop ein Online-Vertriebskanal.

## Belege
1. ↑  Gebrauchtsoftware: Usedsoft bietet nun auch Lizenzen von CorelDraw an. Abgerufen am 25. Januar 2023.
2. ↑  Website usedSoft - Referenzen. Abgerufen am 15. Oktober 2013.
3. ↑  Urheberrechtsgesetz- § 69c Deutsche und europäische Gesetze. Abgerufen am 15. Oktober 2013.
4. ↑  Schweizer Urheberrechtsgesetz Die Bundesbehörden der Schweizerischen Eidgenossenschaft. Abgerufen am 15. Oktober 2013.
5. ↑  Richtlinie 2009/24/EG des Europäischen Parlaments und des Rates (PDF) Amtsblatt der Europäischen Union. Abgerufen am 15. Oktober 2013.
6. ↑  Teil-Urteil vom 18. Dezember 2012 Oberlandesgericht Frankfurt am Main. Abgerufen am 15. Oktober 2013.
7. ↑  Richtlinie 2009/24/EG des Europäischen Parlaments und des Rates (PDF) Amtsblatt der Europäischen Union. Abgerufen am 15. Oktober 2013.
8. ↑  Urteil vom 17. Juli 2013, Aktenzeichen I ZR 129/08 Bundesgerichtshof Abgerufen am 12. März 2014.
9. ↑  Urteil BGH von Dezember 2014 Abgerufen am 7. Februar 2017.
10. ↑  Artikel SZ vom 31. August 2016 Abgerufen am 7. Februar 2017.
11. ↑  Gebrauchtsoftware-Pionier Peter Schneider verstorben it-daily.net vom 17. Juni 2022
12. ↑  Usedsoft mit neuer Geschäftsleitung it-business.de vom 30. August 2022
13. ↑   Online Shop usedSoft. Abgerufen am 15. Oktober 2013.

Koordinaten: 47° 10′ 20,6″ N, 8° 30′ 59,4″ O; CH1903: 681713 / 225165